# Львовская национальная академия искусств
Львовская национальная академия искусств (укр. Львівська національна академія мистецтв) — высшее учебное заведение IV уровня аккредитации, расположенное во Львове.
Осуществляет профессиональную подготовку и воспитание специалистов в области изобразительного и декоративно-прикладного искусства, дизайна, реставрации, культурологии, искусствоведения и менеджмента искусства.

## История
Свою историю ЛНАИ ведёт от Художественно-промышленной школы (1876), Свободной академии искусств (1905), Художественной школы А. Новаковского (1923) и др. В этих художественных заведениях учились, а затем и преподавали выдающиеся художники Иван Труш, Иосиф Курилас, Антон Манастырский, Елена Кульчицкая, Дмитрий Крвавич, Эммануил Мисько и многие другие.
Основание в 1946 году высшего художественного учебного заведения было вызвано острой потребностью во Львове в высококвалифицированных специалистах изобразительного, прикладного и декоративно-прикладного искусства. Поэтому на первых порах ведущую роль играли кафедры художественного текстиля, художественной керамики, изделий из дерева, скульптуры и живописи. Они были тесно связаны с местными традициями, народным творчеством и в то же время традиционно продолжали аккумулировать достижения европейского художественного образования и искусства.
В 1994 году реорганизована во Львовскую государственную академию искусств, а 21 августа 2004 года указом Президента Украины академии присвоен статус национального учебного заведения.
До 2020 года Львовская национальная академия искусств подчинялась Министерству образования Украины. В 2020 году Министерство образования и науки передало учреждение Министерству культуры и информационной политики Украины.

## Структура

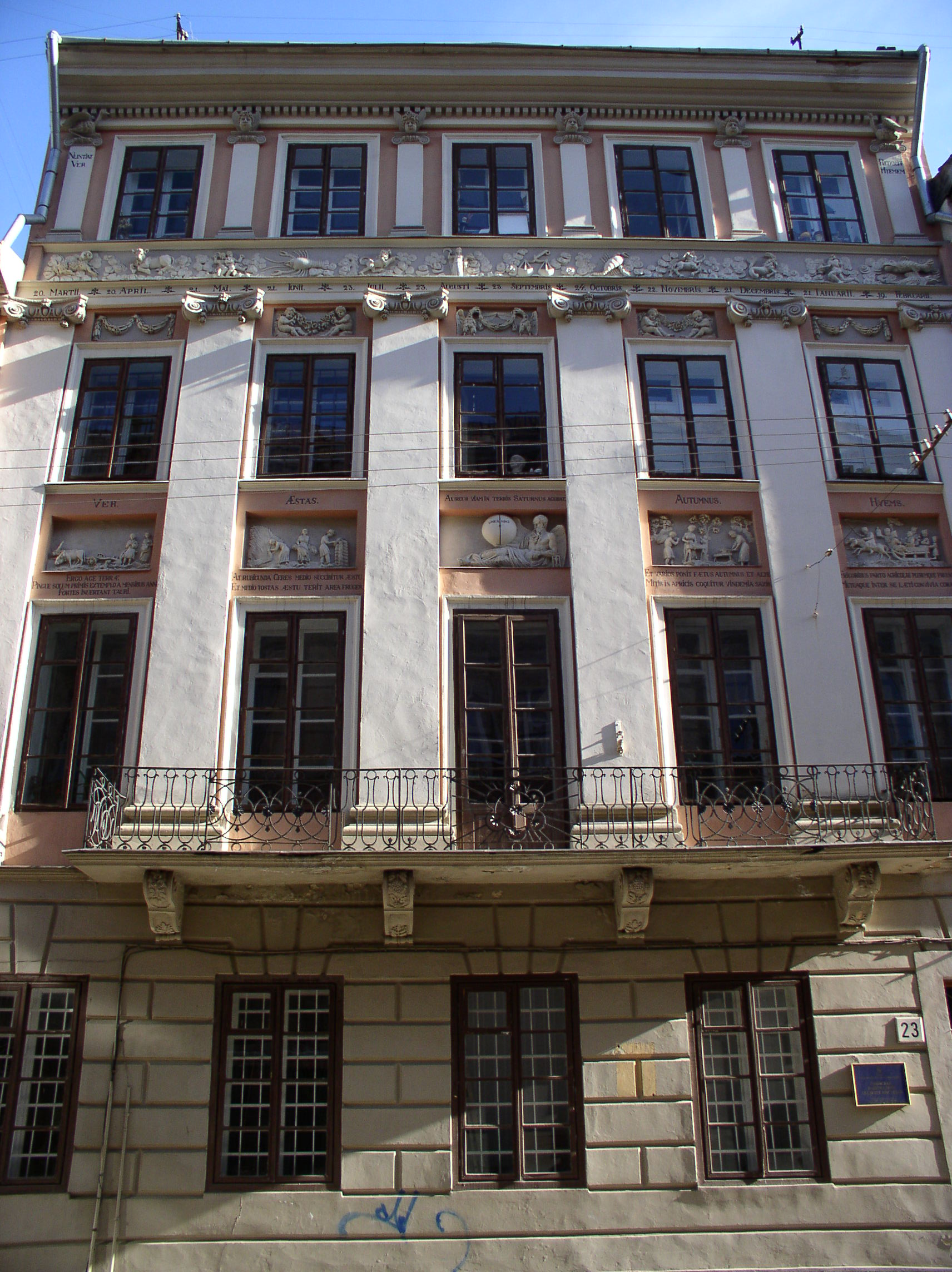
Колледж дизайна при Львовской национальной академии искусств

В структуре Академии — 4 учебных факультетов, Институт прикладного и декоративного искусства в Косово (Ивано-Франковская область), факультет повышения квалификации, подготовительное отделение для поступающих, научно-исследовательский отдел, аспирантура и докторантура, специализированный совет по защите докторских и кандидатских диссертаций в области искусствоведения, библиотека, музей, галерея современного искусства, издательский отдел, художественно-производственные мастерские.

## Факультеты
Факультет дизайна
- Графического дизайна
- Дизайна среды (бывшая -кафедра дизайна интерьеров)
- Дизайна костюма

Факультет декоративно-прикладного искусства
- Художественного текстиля
- Художественной керамики
- Художественного стекла
- Художественного дерева
- Художественного металла

Факультет изобразительного искусства и реставрации
- Монументальной живописи
- Монументально-декоративной скульптуры
- Реставрации произведений искусства
- Сакрального искусства
- Актуальных художественных практик
- Академического рисунка
- Академической живописи

Факультет истории и теории искусства
- Менеджмента искусства
- Истории и теории искусства
- Гуманитарных наук
- Языков и литературы
- Физического воспитания

Факультет в Севастополе (закрыт в 2014 году)
- Графического дизайна
- Проектирования интерьеров
- Дизайна костюма

## Сотрудничество
Тесно сотрудничает с Киевской национальной академии изобразительного искусства и архитектуры, Харьковской государственной академией дизайна и искусств. В числе зарубежных партнеров ряд известных европейских художественных академий и институтов в Польше, Франции, Венгрии, Австрии, Болгарии, странах Прибалтики, России.

## Известные преподаватели и выпускники
21 выпускник Академии стал лауреатом Национальной (ранее государственной) премии Украины имени Тараса Шевченко.
- Боднар, Игорь Ярославович
- Бокотей, Андрей Андреевич
- Борисенко, Валентин Назарович
- Брыж, Теодозия Марковна
- Ващенко, Гавриил Харитонович
- Вольский, Станислав Францевич
- Дмитренко, Любомир Иванович
- Ершов, Геннадий Алексеевич
- Ивахненко, Александр Андреевич
- Звиринский, Карл Йосифович
- Жоголь, Людмила Евгеньевна
- Караффа-Корбут, Софья Петровна
- Кищенко, Александр Михайлович
- Кокоячук, Владимир Алексеевич
- Курило Кирилл Павлович
- Левицкая Генриэтта Богдановна
- Подольчак, Игорь Владимирович
- Садовский, Иосиф Антонович
- Самотос, Иван Михайлович
- Сельский, Роман Юлианович
- Скобало, Иван Михайлович
- Татаринцев Олег Викторович
- Татаринцева Ольга Алексеевна
- Тистол, Олег Михайлович
- Цисарик, Владимир Орестович
- Ярыч, Василий Акимович и др.